# South Glengarry
South Glengarry ist ein Township im County Stormont, Dundas and Glengarry. Es ist die östlichste Gemeinde des Countys und grenzt im Osten und Süden an Québec, im Westen grenzt es an die Stadt Cornwall.
Im Ortsteil Williamstown liegt das zwischen 1784 und 1805 erbaute „Bethune-Thompson House“. Das Wohnhaus von John Bethune, dem ersten presbyterianischen Prediger in Oberkanada und die spätere Residenz des Kartografen und Pelzhändlers David Thompson gilt heute als von besonderem historischen Wert und wurde am 26. Oktober 1966 zur National Historic Site of Canada erklärt.

## Gliederung
South Glengarry bildet kein zusammenhängendes Siedlungsgebiet. Es handelt sich um den Administrativen Zusammenschluss zahlreicher Dörfer. Größte Siedlung ist Lancaster.

## Verkehr
South Glengarry wird durch den Ontario Highway 401, eine der bedeutendsten Autobahnen Kanadas, erschlossen. Darüber hinaus verfügt es über zwei Flugplätze, Cornwall Regional Airport (IATA-Flughafencode YCC) und Lancaster Airpark.

## Persönlichkeiten
- Alexander Macdonell (1762–1840), katholischer Geistlicher, später Bischof von Kingston, residierte hier als Apostolischer Vikar von Oberkanada
- Lori Dupuis (* 1972), Eishockeyspielerin und -funktionärin
- Remi Elie (* 1995), Eishockeyspieler